# Zonsverduistering van 12 oktober 1977

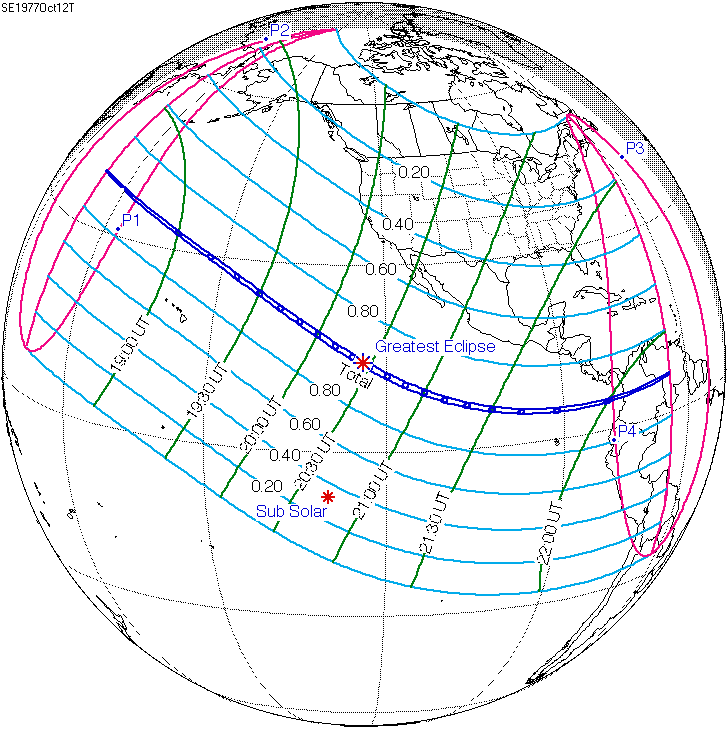
De zonsverduistering was te zien tussen de blauwe lijnen.

De totale zonsverduistering van 12 oktober 1977 trok vooral over zee, maar was op land te zien vanuit Colombia en Venezuela.

## Lengte

### Maximum
Het punt met maximale totaliteit lag op zee ver van enig land op coördinatenpunt 14.1261° Noord / 123.5659° West en duurde 2m37,2s.

### Limieten
| Fenomeen                    | Code | Tijdstip UTC |
| --------------------------- | ---- | ------------ |
| Eerste contact bijschaduw   | P1   | 17:47:35.4   |
| Eerste contact kernschaduw  | U1   | 18:48:11.1   |
| Kernschaduw compleet vanaf  | U2   | 18:48:48.9   |
| Bijschaduw compleet vanaf   | P2   | 20:00:54.5   |
| Maximum eclips              | GE   | 20:26:38.3   |
| Bijschaduw compleet t/m     | P3   | 20:52:42.7   |
| Kernschaduw compleet t/m    | U3   | 22:04:33.7   |
| Laatste contact kernschaduw | U4   | 22:05:16.0   |
| Laatste contact bijschaduw  | P4   | 23:05:41.9   |